# St. Annastraat (Nijmegen)
De St. Annastraat is een straat in het midden en zuiden van de Nederlandse stad Nijmegen. De straat begint aan het Keizer Karelplein en loopt dan in zuidelijke richting. De straat vormt de scheiding tussen de stadswijken Bottendaal, Nije Veld, Hazenkamp, Hatertse Hei, Grootstal en St. Anna in het westen en Indische Buurt, Heijendaal en Brakkenstein in het oosten. 
De St. Annastraat geldt als een van de belangrijkste verkeersaders van de stad.

## Geschiedenis
De naam is afgeleid van het voormalige gehucht St. Anna, waar de straat van oudsher bij hoorde. Tegenwoordig is dit gehucht een van de wijken binnen Nijmegen. Het gehucht was op zijn beurt vernoemd naar een in 1598 afgebroken kapel, die gewijd was aan de heilige Anna.
Het oudste gedeelte van de straat dateert uit de 14e eeuw. Tot aan het raadsbesluit van 1904 heette de weg ook St. Annalaan.

## Route
De St. Annastraat loopt vanaf het Keizer Karelplein eerst langs het terrein waar tot 1992 het Canisius-Wilhelmina Ziekenhuis was gevestigd. Hierna loopt de straat verder langs de gebouwen van de Radboud Universiteit en het Radboudumc, in de richting van Malden. Ze gaat net voorbij de Scheidingsweg, op de gemeentegrens tussen Nijmegen en Heumen, over in de Rijksweg. Beide wegen zijn onderdeel van de provinciale weg N844. 
Sinds november 2013 wordt de St. Annastraat tussen Keizer Karelplein en de kruising Scheidingsweg/Grootstalselaan ook aangeduid als stadsroute 105 (S 105).

## Tijdens de Vierdaagse
Gedurende de jaarlijkse intocht van de Nijmeegse Vierdaagse wordt de straat omgedoopt tot Via Gladiola. Ze vormt dan het slotstuk van de Vierdaagse. De naam 'Via Gladiola' verwijst naar de vaste uitdrukking De dood of de gladiolen. 

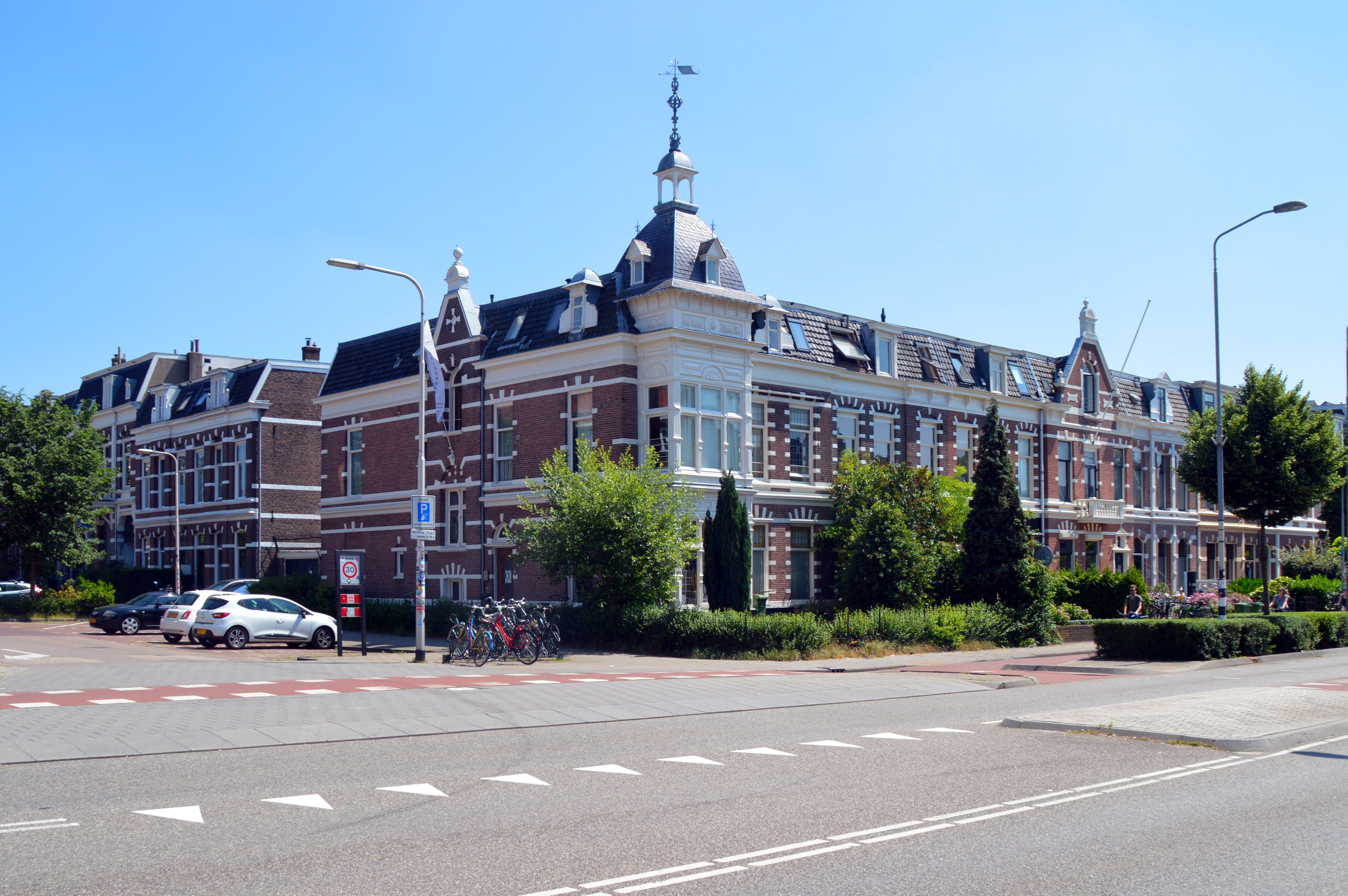
Hoek van Sint Annastraat en Fransestraat
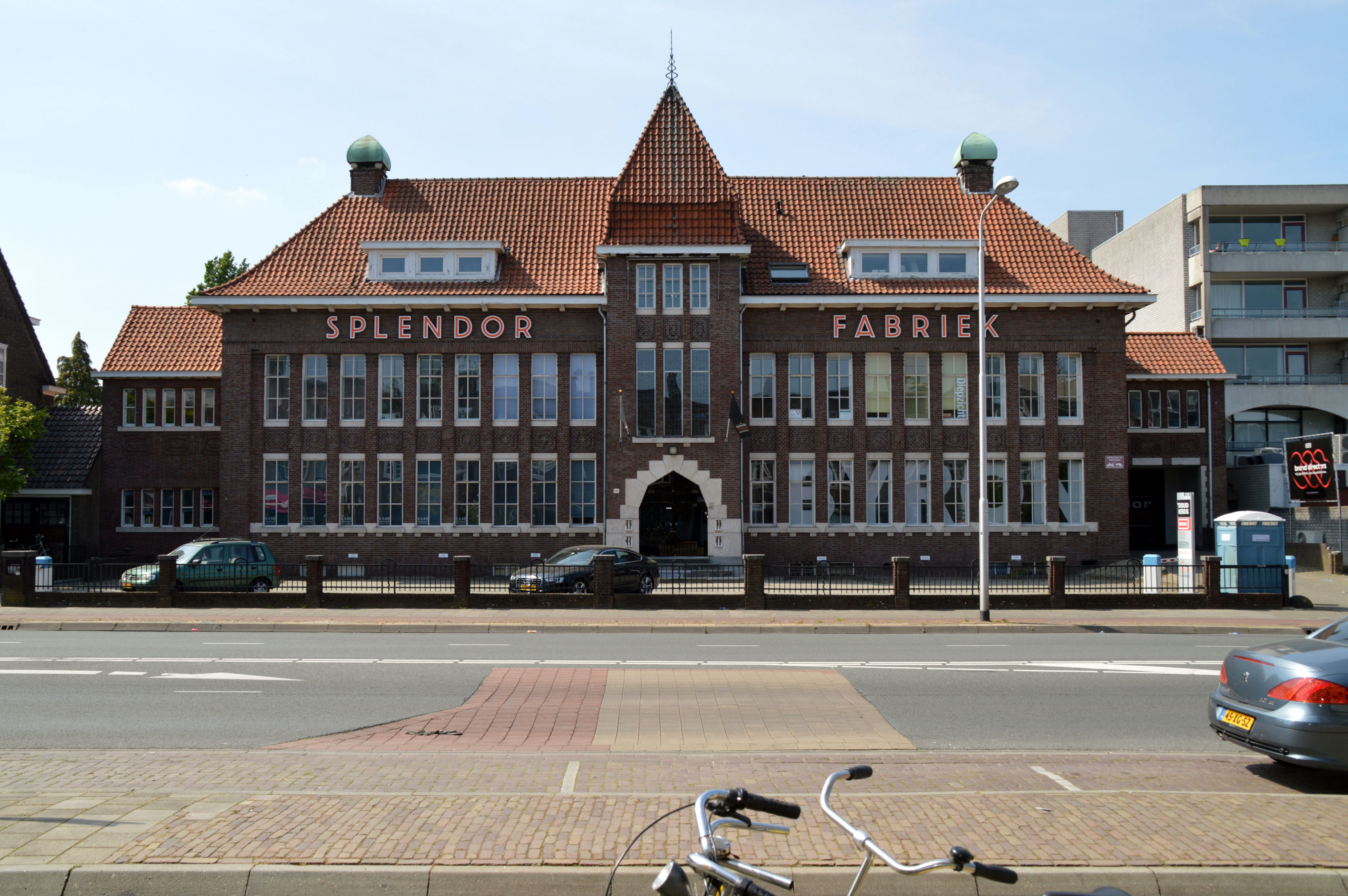
Fabriek van Splendor aan de Sint Annastraat 198
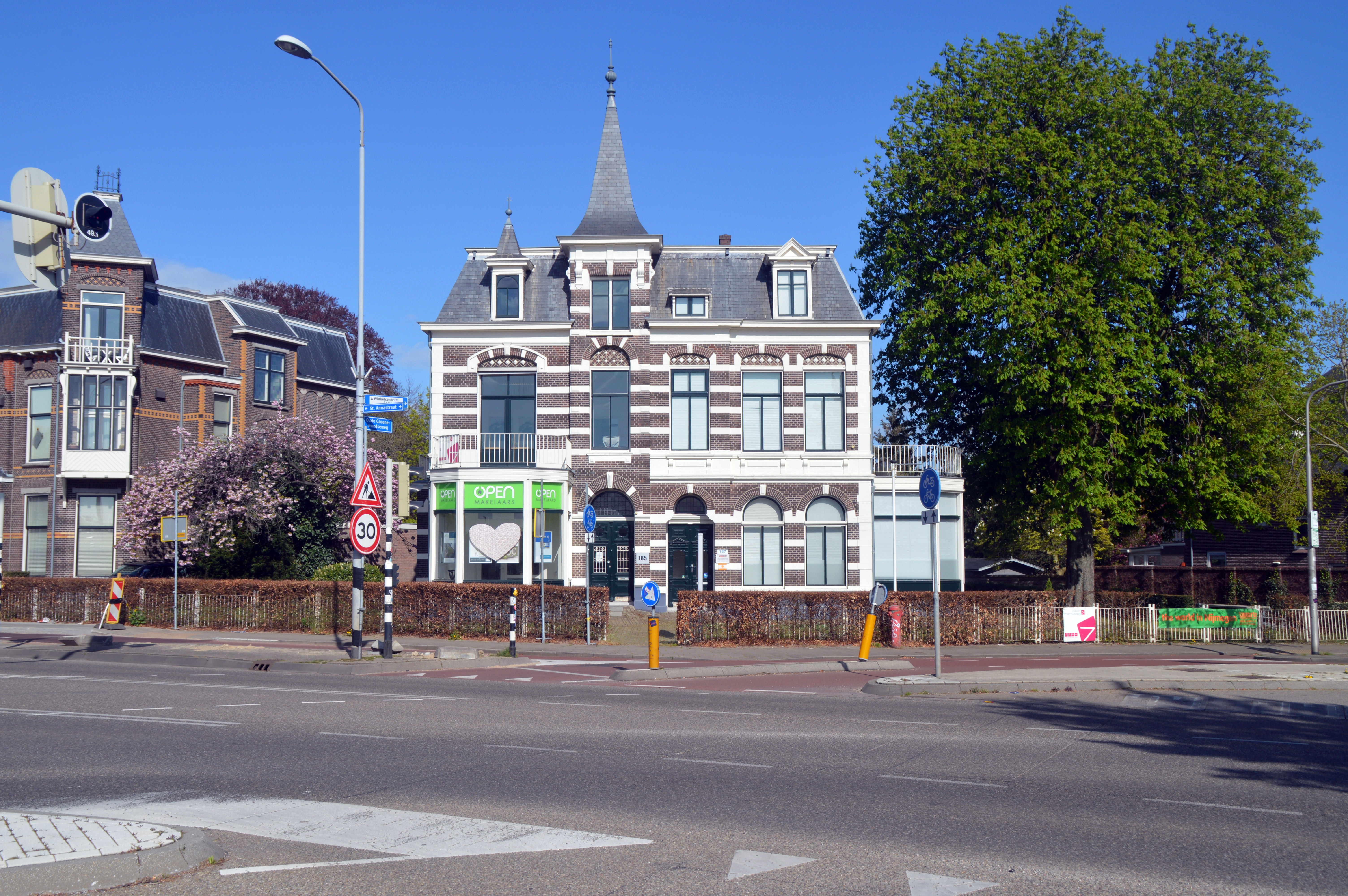
Huize Roxane St. Annastraat 185-187  Bouwjaar c. 1906
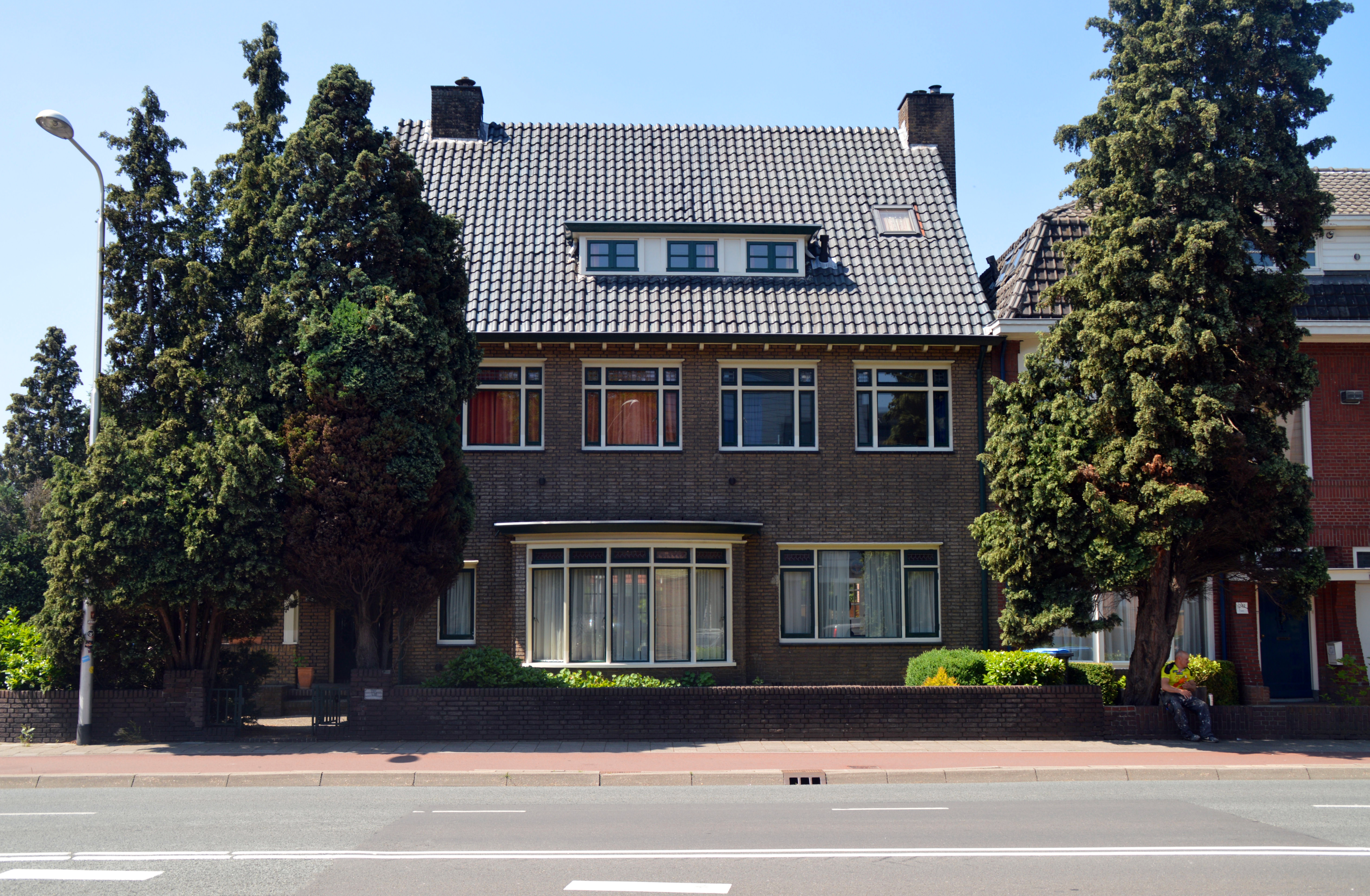
St. Annastraat 244 Tandartspraktijk met woning van architect Charles Estourgie, 1939
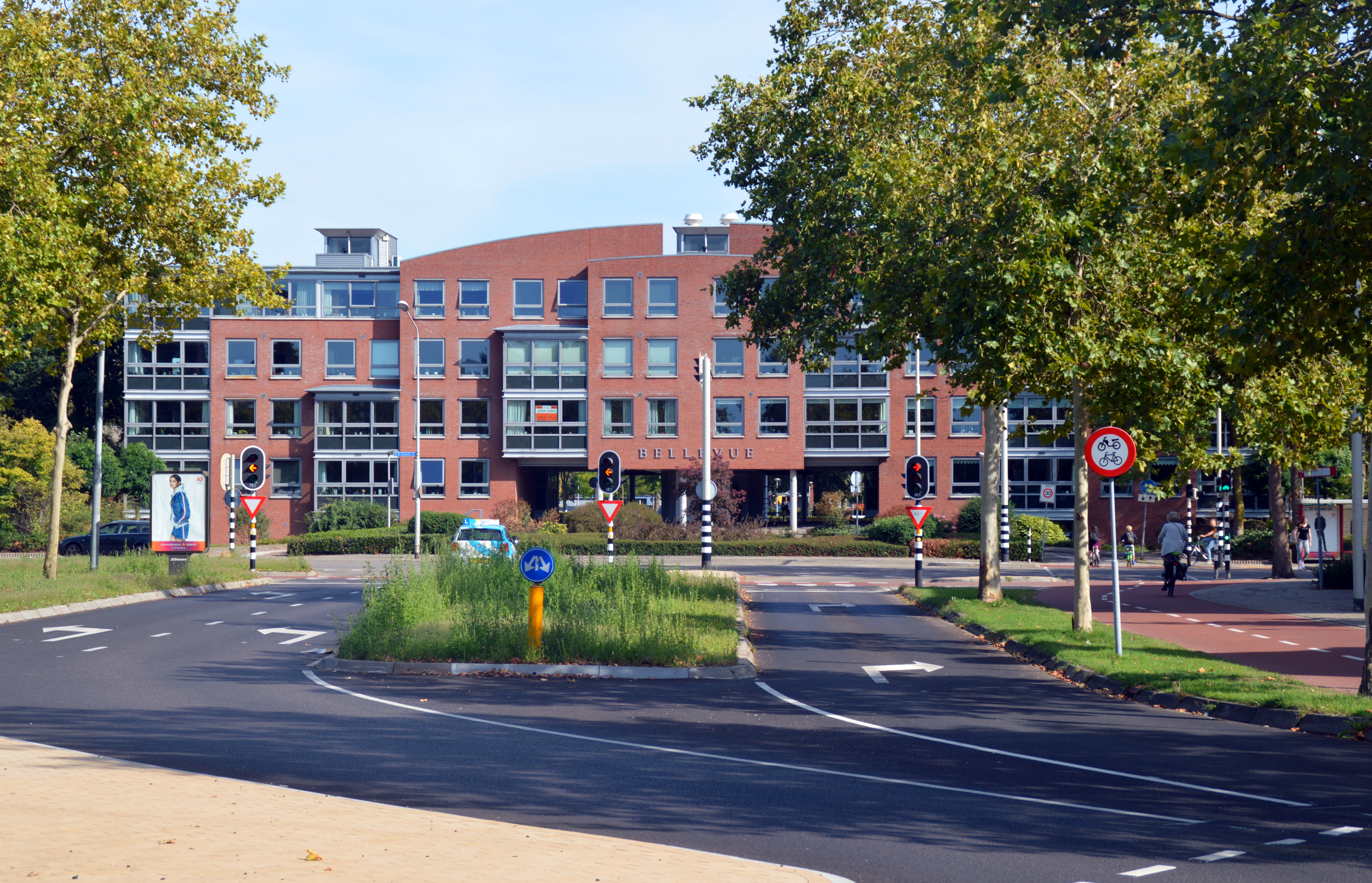
Hoek van Haterseweg en Sint Annastraat
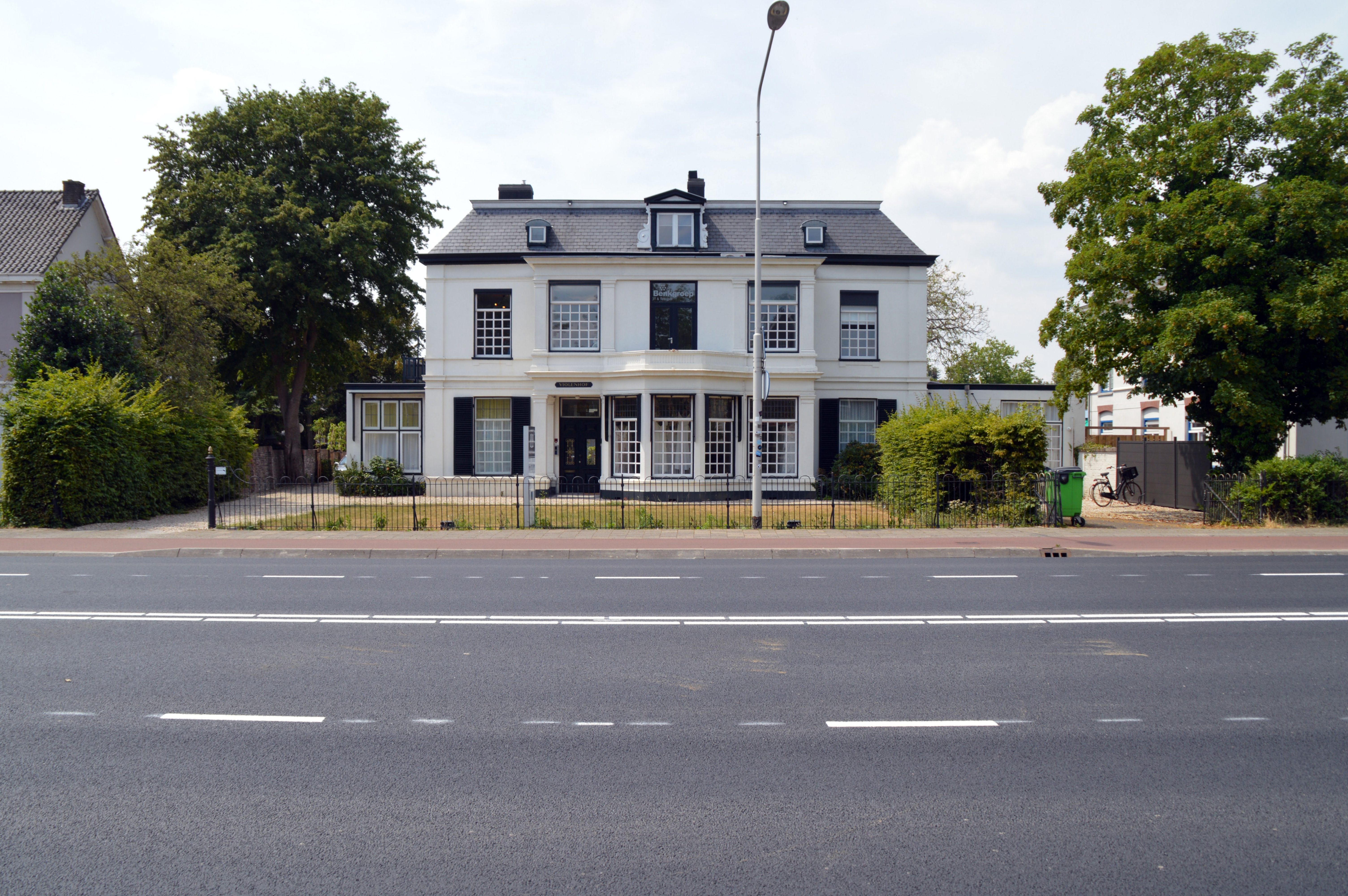
Villa Violenhof, St. Annastraat 282 (1900), een gemeentelijk monument
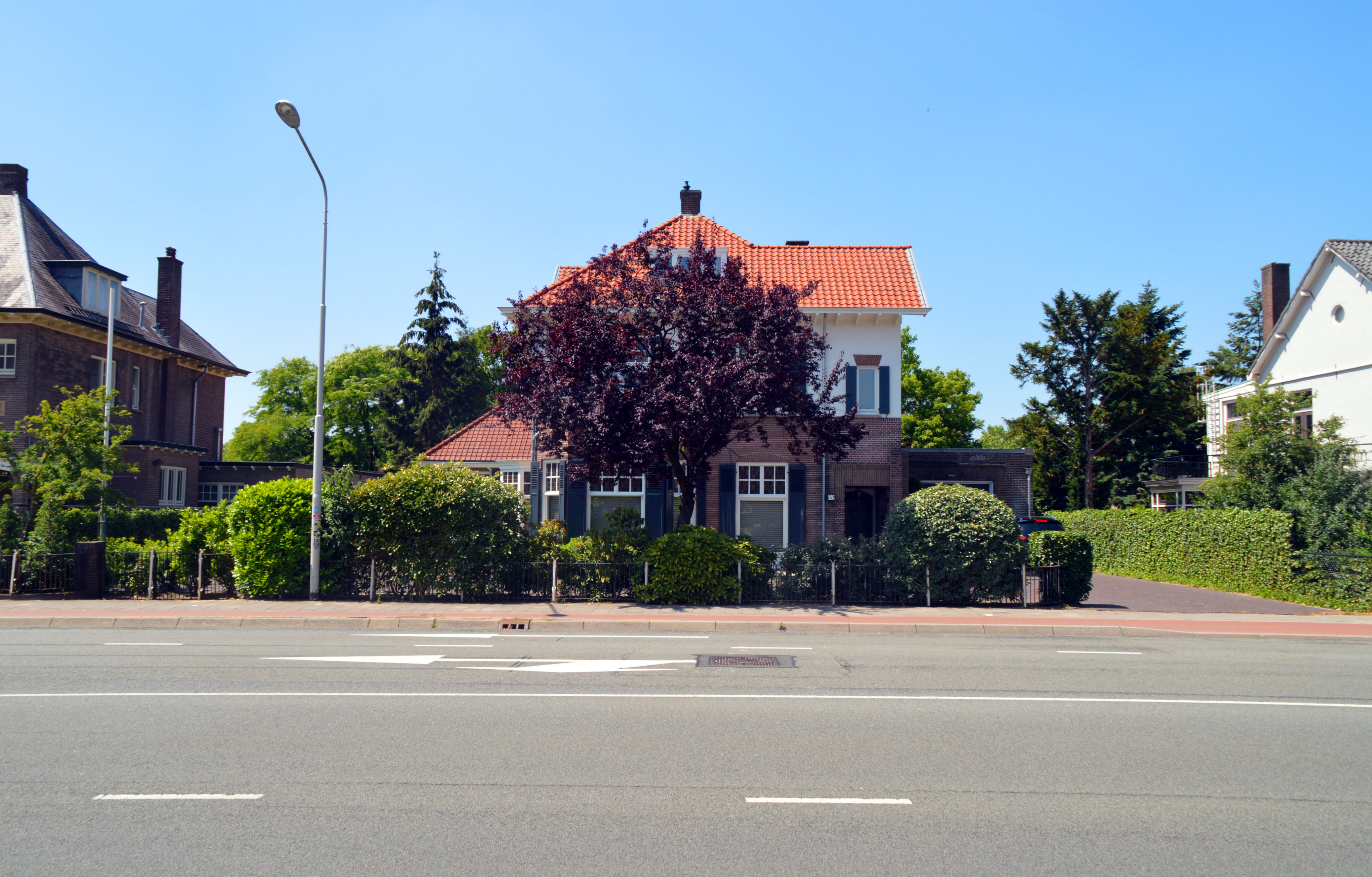
St. Annastraat 286 van architect Charles Estourgie, 1933
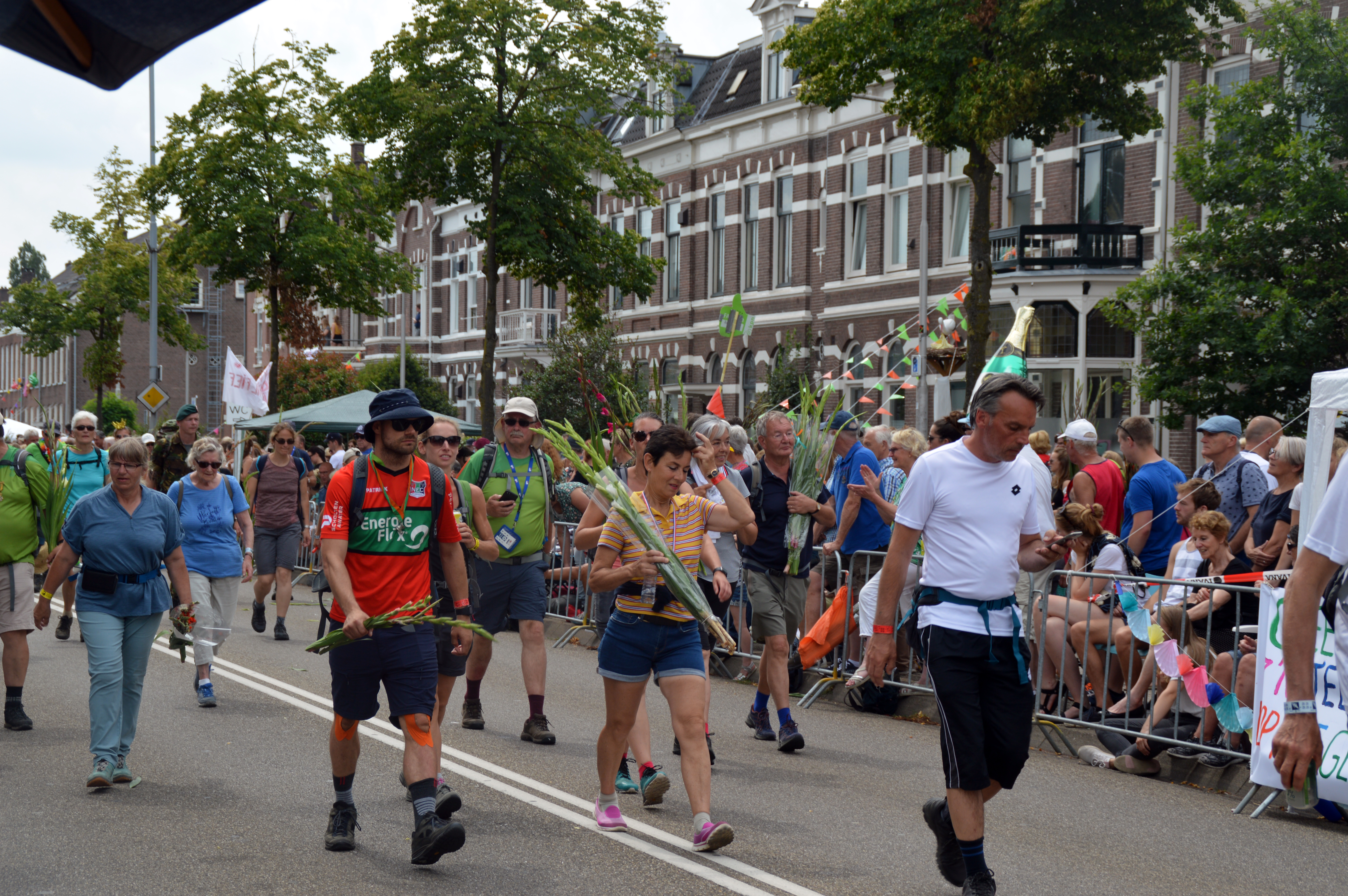
Aankomst deelnemers van de Vierdaagse Nijmegen 2019 op de Via Gladiola
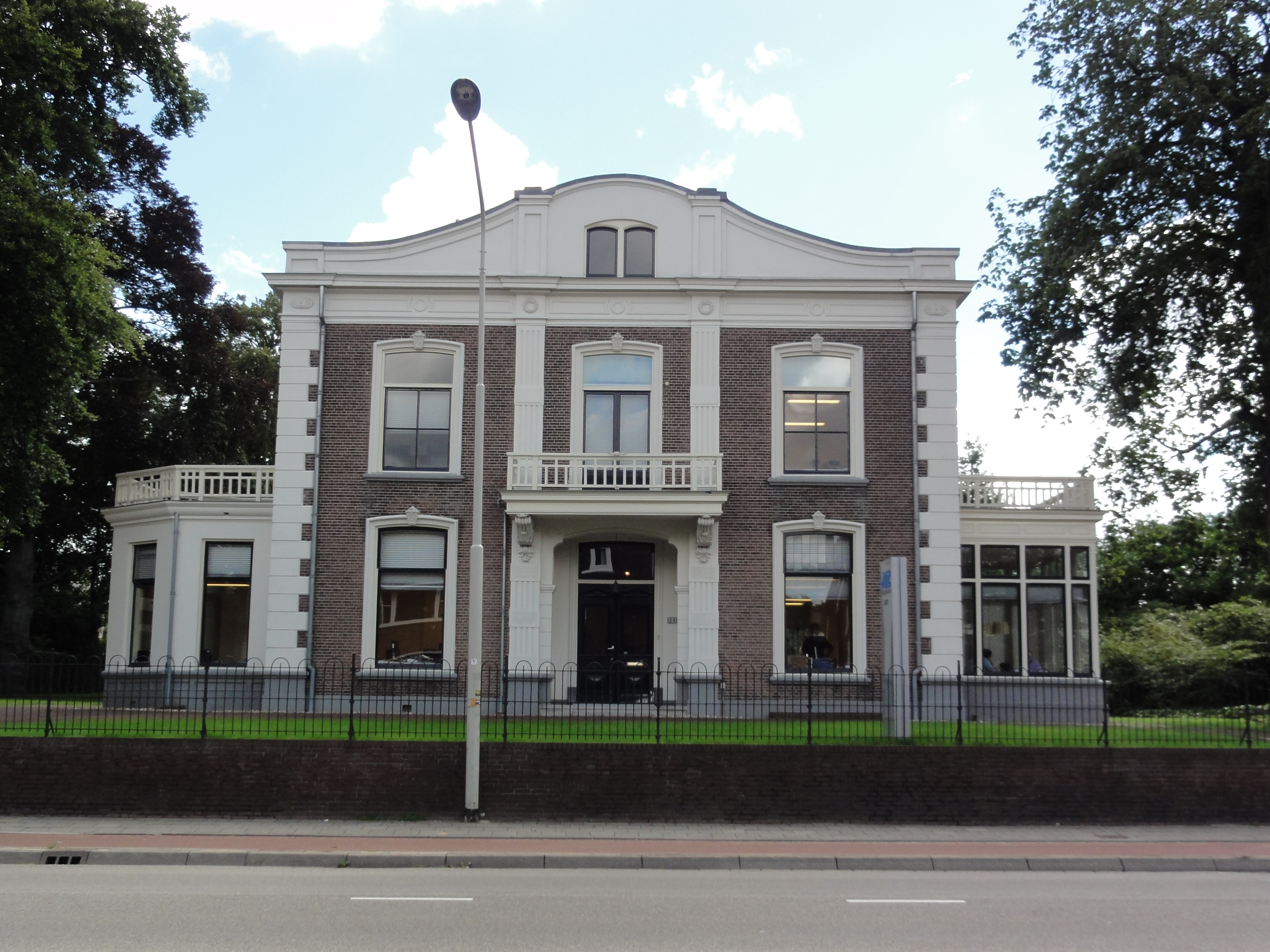
Rijksmonument St. Annastraat 283
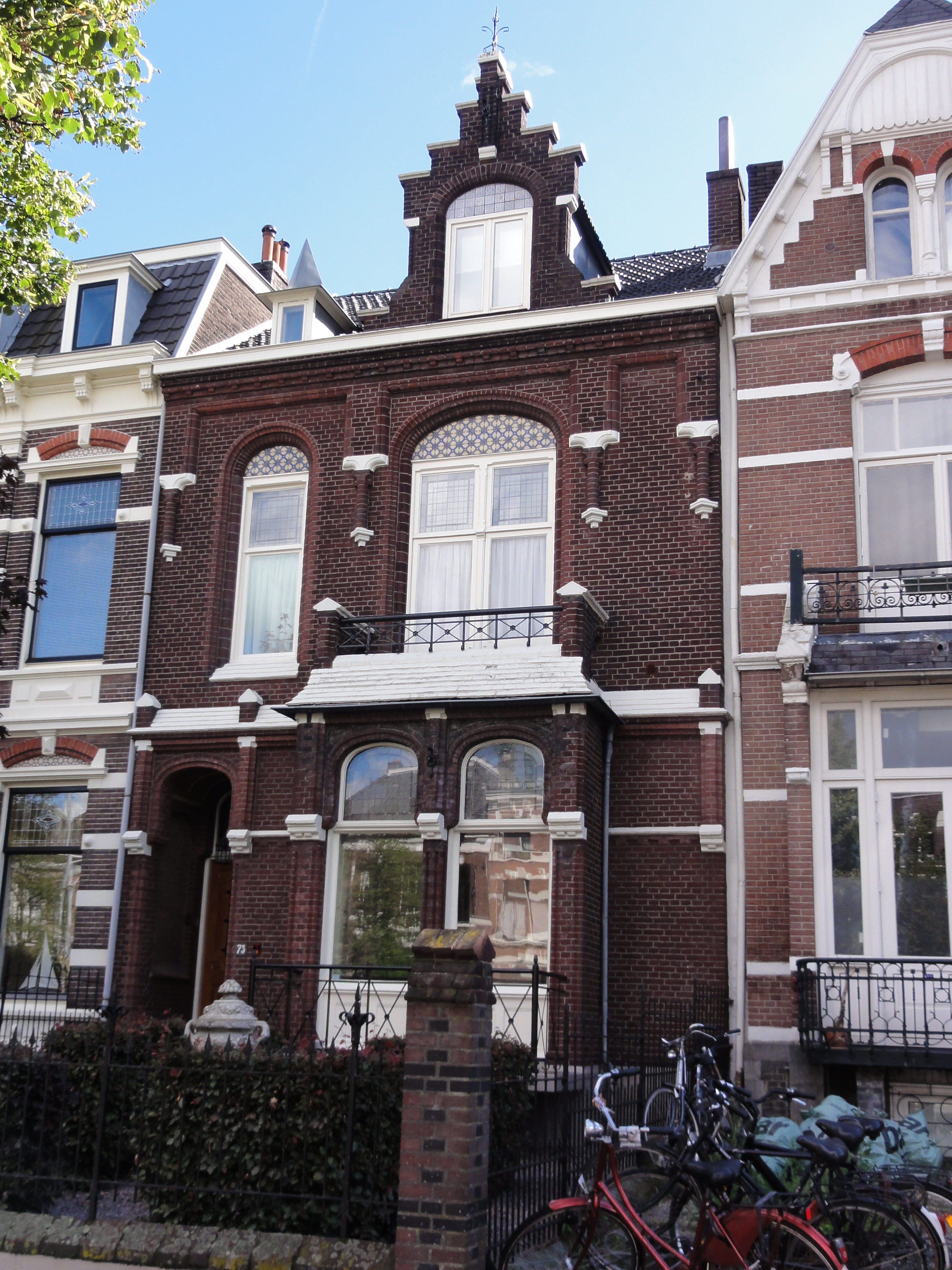
Rijksmonument St. Annastraat 73
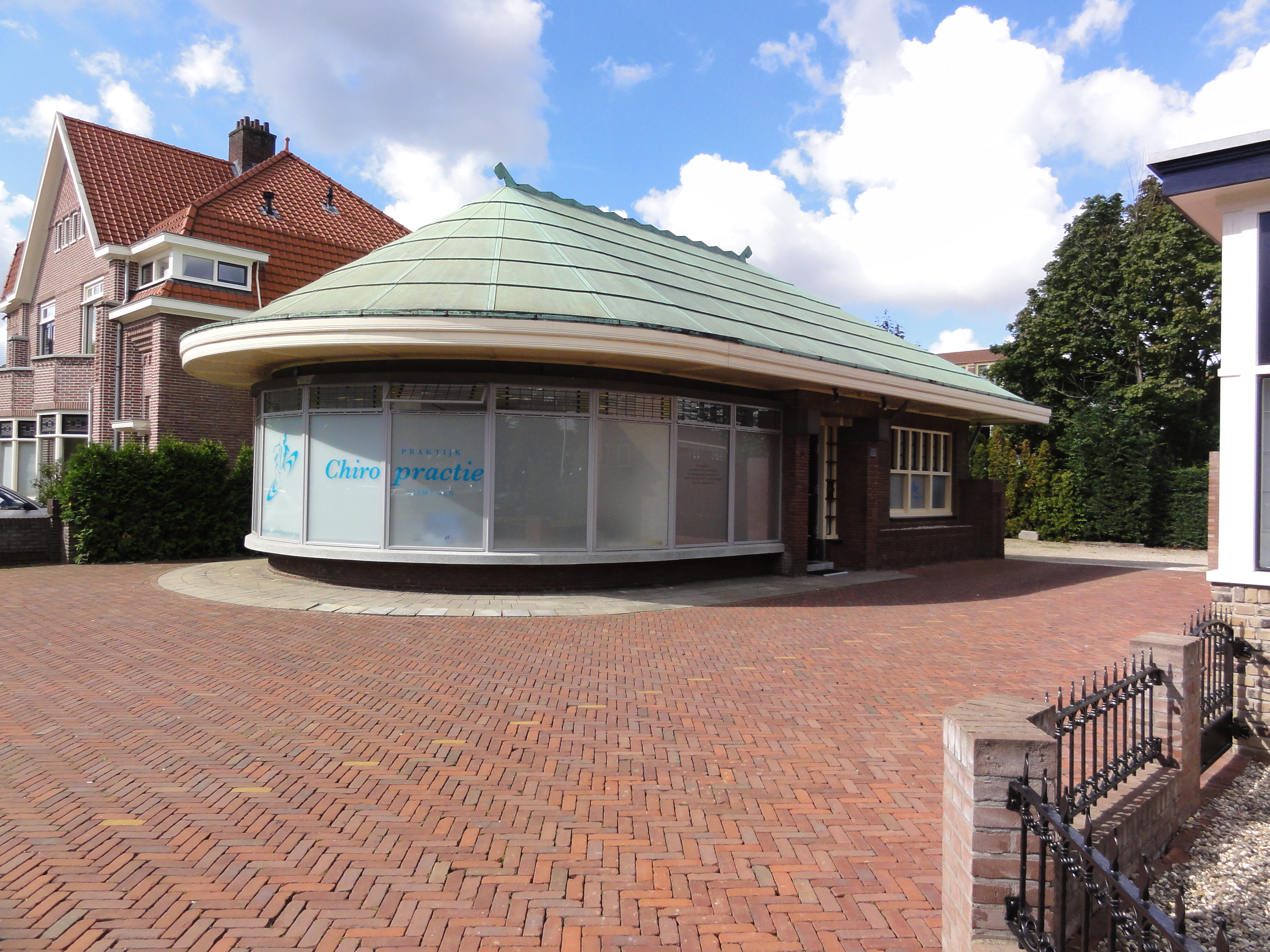
Rijksmonument St. Annastraat 338B, voormalige bloemisterij